# المرهنة (الجوف)
المرهنة هي إحدى قرى الجمهورية اليمنية. تتبع جغرافيا لمحافظة الجوف وإداريًا لمديرية خب والشعف. يبلغ تعداد سكانها 24771 نسمة حسب الإحصاء الذي أجري عام 2004.